# Nielsen Pérez Pérez
Nielsen Pérez Pérez (Santiago, Palmares, 2 de julio de 1966) es una política y trabajadora social costarricense que se desempeñó como diputada en noveno lugar por la provincia de San José en la Asamblea Legislativa de Costa Rica, por el Partido Acción Ciudadana (PAC), durante el periodo legislativo 2018-2022. El 1 de agosto de 2019 fue nombrada como jefa de fracción de su partido en la Asamblea Legislativa.

## Biografía
Nació en el distrito de Santiago, en el cantón de Palmares, el 2 de julio de 1966. Cursó la educación primaria en la Escuela Central de Atenas, y la educación secundaria en el Liceo de Atenas. Posteriormente, Nielsen ingresa a la Universidad de Costa Rica (UCR) donde se gradúa como licenciada en Trabajo Social en 1997. Tiempo después, Nielsen se incorpora a la Facultad Latinoamericana de Ciencias Sociales (FLACSO), en su sede en Argentina, y en 2008 obtiene un Diplomado Superior en Ciencias Sociales con énfasis en género y políticas públicas, y en 2014 se gradúa como máster en Género, Sociedad y Políticas Públicas.

### Carrera política
Nielsen se desempeñó entre 1995 y 1996 como secretaria de enlace del Grupo de Concertación y Apoyo Nacional de la Conferencia Internacional sobre Refugiados, y entre 1996 y 1997 como secretaria ejecutiva de la Asociación Regional para las Migraciones Forzadas, una instancia regional conformada por Organizaciones No Gubernamentales de México y Centroamérica, que trabajó en coordinación con la ACNUR. Entre 1997 y 1998 laboró como coordinadora del área de Capacitación y Organización del Centro Nacional para el Desarrollo de la Mujer y la Familia (CMF), organismo que existió previo a la creación del Instituto Nacional de la Mujer (INAMU), y entre 1998 y 2009 laboró como coordinadora del área de Ciudadanía Activa, Liderazgo y Gestión Local del INAMU. 
En abril de 2009, Nielsen se afilia al Partido Acción Ciudadana (PAC). Entre 2009 y 2010, Pérez se desempeñó como coordinadora del proyecto "Apoyo al fortalecimiento del Consenso de Quito para el empoderamiento de las mujeres" del Instituto Internacional de Investigaciones y Capacitación de la ONU para la promoción de la Mujer, y entre 2011 y 2012 se desempeñó como coordinadora especialista del Programa Gobernabilidad, liderazgo y participación política de las mujeres de ONU Mujeres República Dominicana. En 2013, trabajó como coordinadora de la Asistencia Técnica al Tribunal Supremo Electoral de Bolivia del Programa de Naciones Unidas para el Desarrollo (PNUD).
En 2014, Nielsen se desempeñó como asesora legislativa de la diputada Epsy Campbell Barr, del Partido Acción Ciudadana, y en 2016, Pérez se postuló como candidata a la Alcaldía del cantón de Vázquez de Coronado, elección en la que obtuvo el cuarto puesto. Entre 2014 y 2017 desempeñó el cargo de coordinadora de la Comisión Nacional de las Mujeres del Partido Acción Ciudadana; en este periodo también fue integrante de la Comisión Política del PAC en representación de las mujeres. Entre 2015 y 2017 se desempeñó como asesora en Derechos Humanos, teoría de género y asuntos sociales de la fracción del partido en la Asamblea Legislativa, y en 2017 también Nielsen laboró como jefa de asesores de la fracción legislativa y como fiscala de Género del Partido.
En septiembre de 2017, fue elegida candidata a diputada como cabeza de lista por la provincia de San José para las elecciones de 2018, elección en la cual ganaría su partido con el candidato Carlos Alvarado Quesada, así como ella. El 1 de agosto de 2019, Pérez fue elegida como jefa de fracción de su partido para el periodo 2019-2020. Dentro de la Asamblea Legislativa, Nielsen integró comisiones como Gobierno y Administración, Asuntos Internacionales, Mujer y de Nombramientos.